# Alan Wake (серия игр)
Alan Wake (с англ. Алан Уэйк) — серия видеоигр, созданная финской компанией Remedy Entertainment. Франшиза состоит из четырёх компьютерных игр, включая две основные игры, один спин-офф и ремастер, а также веб-сериал и две книги.

## Игровой процесс
Все игры серии являются косвенно survival horror шутерами от третьего лица. Действие игры происходит в вымышленном городке Брайт-Фолс, штат Вашингтон (во второй части имеется альтернативный Нью-Йорк, известный как Тёмная обитель, а в спин-оффе Найт-Спрингс). Основной игровой процесс происходит в ночное время в различных областях города, вроде леса, национального парка или фермы; они перемежаются более спокойными, не боевыми эпизодами, происходящими в течение дня. В отличие от предыдущих игр, в Alan Wake 2 есть система древа диалогов.
Оригинальная игра Alan Wake была разработана Remedy Entertainment. Она вышла в мае 2010 года для Xbox 360, а осенью 2012 года — для ПК.
В 2018 году студия смогла заполучить права на Alan Wake и продолжила развитие серии в партнерстве с Epic Games, которая не только издала ремастер на всех актуальных платформах, но и полностью проспонсировала тепло принятый аудиторией и журналистами сиквел.
Сиквел оригинальной игры вышел в октябре 2023 года. Проект удостоился высоких оценок и отзывов, а также получил множество престижных наград. Кроме того, вчера студия объявила о том, что Alan Wake 2 стала ее самой быстро продаваемой игрой, разойдясь тиражом в 1,3 миллиона копий на старте. В настоящий момент Remedy работает над двумя платными расширениями для Alan Wake 2. Первое, Night Springs, планируют выпустить в конце весны 2024 года, а второе, The Lake House, пока остается без даты релиза.

## Сюжет
История повествует о писателе Алане Уэйке, который пытается раскрыть тайну исчезновения своей жены во время отпуска в маленьком вымышленном городке Брайт-Фолс. Спустя время он понимает, что события его последнего романа перекликаются с реальностью.

## Другие медиа

### Книги

#### Alan Wake
Спустя несколько недель после релиза Alan Wake, 25 мая 2010 года, была выпущена книжная новеллизация, выполненная Риком Барроузом, для которого она стала литературным дебютом. Книга была издана на английском языке. Сюжет близко следует игре, но имеет несколько дополнительных сюжетных линий.

#### The Alan Wake Files
Ограниченное коллекционное издание игры включало в себя 144-страничную книгу под названием «The Alan Wake Files». Книга выходила только в этом издании, отдельно не продавалась и на данный момент доступна только на английском языке. Книга написана якобы Клеем Стюардом — он только кратко появляется в начале игры во сне Алана, где его убивает Хитчхайкер после того, как он прячет Алана в своём доме. Живущего в Мадисоне Клэя Стюарда уже несколько лет мучают странные ночные кошмары — ему снятся те же сны, что снятся Алану Уэйку, причём им обоим снится один и тот же сон и они видят друг друга в своих снах (подразумевается, что такие же сны снились и агенту Натингейлу). Заканчиваются сны всегда одинаково — Клэя и Алана убивают одержимые. Клэй становится одержимым Аланом и начинает искать о нём информацию в журналах и прочих источниках, что приводит к тому, что он отдаляется от жены Анны и сына Майло. В конечном итоге он приезжает в Брайт-Фоллс где-то спустя год после событий игры и пытается провести там собственное расследование, но натыкается на суровое молчание: жители города (в их числе и герои игры) стараются не говорить об Алане Уэйке. Помимо художественной части, книга представляет собой сборник различных документов, фотографий и газетных статей, среди которых есть стенограммы аудиозаписей, которые тайно сделал Натингейл, когда допрашивал местных жителей. Так же там приведён дебютный рассказ Алана «Мальчик на побегушках» и первые несколько глав из его романа о детективе Алексе Кейси «Вернуть отправителю».

#### Alan Wake: Illuminated
Книга о разработке Alan Wake (2010) и прохождению с секретами.

### Веб-сериал
«Брайт-Фоллс» (англ. Bright Falls) — 6-серийный мини-сериал, рекламирующий игру. Первая серия вышла 27 апреля 2010 года и является приквелом к игре. HD-версия сериала доступна на YouTube.

### Телесериал
12 сентября 2018 года издание Variety сообщило, что по игре Alan Wake снимут телевизионный сериал, шоураннером и сценаристом которого станет Питер Кэллоуэй, а исполнительным продюсером проекта назначен Сэм Лейк. На какой площадке состоится выпуск, неизвестно, но некоторые высказали заинтересованность в грядущем сериале, а переговоры с потенциальными партнёрами могли начаться в октябре. 12 мая 2022 года по случаю годовщины выхода Alan Wake Remedy Entertainment выпустила ролик на YouTube-канале, в котором сценарист Сэм Лейк и исполнитель роли Уэйка Илкка Вилли рассказали, что телеканал AMC приобрел права на сериал по мотивам видеоигры Alan Wake. В июне 2022 года продюсер Питер Кэллоуэй, занимавшийся адаптацией, вышел из проекта.